# Hugo von Hildesheim
Hugo von Hildesheim war einer der wenigen Groß- und Fernkaufleute aus der frühen Zeit der Hanse, deren Einzelschicksal sich rekonstruieren lässt. Sein Wirken fiel in das Ende des 12. und den Anfang des 13. Jahrhunderts. Er wird rückblickend als sehr einflussreich beschrieben. 

## Leben
Er entstammte wahrscheinlich einer der beiden führenden ministerialischen Familien der Bischofsstadt Hildesheim jener Zeit – entweder de Insula (de.: „von dem Werder“) oder de veteri foro (de.: „vom alten Markt“). Beide stellten wiederholt sowohl den Stadtvogt als auch den Vogt des Michaelisklosters. Hugo heiratete wohl mit Thanbrigge eine Tochter des holsteinischen Overbodens Marcrad II., der 1181 von Graf Adolf III. nach Schleswig vertrieben worden war. Seine Handelsgeschäfte knüpfte Hugo zwischen seiner Heimatstadt, Neumünster, Lübeck und Livland. Durch seine Hochzeit steht er in der Forschung als bekanntestes Beispiel für die Verbindung zwischen frühhansisch-frühstädtischer Führungsschicht und den altfreien und niederadeligen ländlichen Familien.
Etwa für die gleiche Zeit ist auch ein Hugo von Hildesheim bekannt, der Abt des Augustiner-Chorherren-Stiftes Neumünster war. Darüber hinaus schenkte Thanbrigge im Jahr 1224 2½ Hufen Land im holsteinischen Brachenfeld aus dem Besitz des Stiftes an das Kloster Daugavgrīva im heutigen Riga. Beides legt die Vermutung nahe, dass es sich beim Abt und beim Kaufmann Hugo um dieselbe Person gehandelt hat.